# 長虹橋 (花蓮)
長虹橋為一座位於臺灣花蓮縣豐濱鄉、橫跨秀姑巒溪的公路橋梁，隸屬臺11線（花東海岸公路），連接豐濱鄉的靜浦與港口兩部落。

## 沿革
1877年（光緒3年）清朝臺灣鎮總兵吳光亮即闢建「大港口-卑南」人行道路，其路線為大港口-納納社（樟原）-加走灣（長濱）-成廣澳（成功）-都蘭-堵南，1878年（光緒4年）竣工。日治時期依循此條道路修築，於1930年（昭和5年）完成「臺東—馬太鞍道」之台東至靜浦段，後又完成靜浦至貓公（豐濱）、貓公至馬太鞍（今台11甲線，光豐公路）路段，因秀姑巒溪未架橋，公路班車僅行駛至靜浦。

## 設計

### 第一代橋
1965年（民國54年）3月起，中華民國（臺灣）政府開始辦理「東部產業道路新闢工程」並新建3座橋梁，其中一段道路為花蓮經水璉、豐濱、大港口、靜浦的花蓮海岸路（今台11線的一部分），在跨越秀姑巒溪之處新建第一代長虹橋。

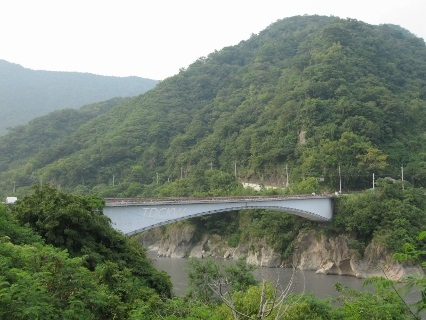
1968年6月通車的第一代長虹橋。

第一代橋1967年（民國56年）6月動工興建，1968年（民國57年）5月完工，長120公尺、淨寬7.5公尺，為臺灣第一座懸臂延伸式預力混凝土橋，橋面鋪設石子路
，由遠處看，猶如一道長虹跨越秀姑巒溪兩岸而得名。
第一代橋新建經費新臺幣853萬元（美援贈款612萬元、臺灣省政府款項241萬元），1968年（民國57年）6月28日下午1時舉行通車典禮，由臺灣省政府主席黃杰主持、中華民國副總統嚴家淦致辭、經濟部長李國鼎、國防部長蔣經國、臺灣省議會議長謝東閔、臺灣省政府交通處處長陳聲簧、建設廳廳長柯丁選、公路局局長林家樞、外交使節與地方各界首長等100～200多人參加。

### 第二代橋
1998年（民國87年）起，配合省道台11線拓寬，中華民國（臺灣）交通部公路總局於第一代長虹橋下游側（東側）另建第二代長虹橋。
第二代橋2003年（民國92年）1月20日通車，主橋以單跨徑中承式繫索鋼拱橋設計，長185公尺，寬21.7公尺，總重約5,000公噸，基腳至主梁高約14公尺，主梁至拱圈最高點約21公尺；北端引橋則為2跨簡支鋼鈑梁橋，長度55公尺，寬度同為21.7公尺。
二代橋配合秀姑巒溪出海口遊憩需求，橋面規劃與快慢車道分隔之4公尺寬自行車專用道及兩側各2.5及1.5公尺寬人行步道，並設置八座半圓型觀景台，供遊客俯瞰橋下通過之泛舟小艇。
本橋橋名由臺灣花蓮縣政府彙集各單位意見後，命名為新長虹橋，表達新舊傳承之意。拱橋橋身顏色經專家學者及地方政府多次會議研商，採用橙紅色塗裝，突顯新長虹橋之壯觀及意象，為東海岸地標及花蓮縣著名觀光景點。

## 週邊相關
- 奚卜蘭島
- 靜浦村
- Cepo'戰役（大港口事件）

## 資料來源
1. ↑  面冊「公路邦．公路研究討論區．TwRoadClub」社團2022年9月2日貼文：. 中華民國（臺灣）國家發展委員會檔案管理局典藏. 1968年6月28日  [2023年1月2日]. （原始内容存档于2023年1月2日） （中文（臺灣））.。
2. ↑  王瑞麟、高捷中、張浵.  (PDF). 財團法人中華顧問工程司. 2017-10  [2021-06-26]. （原始内容存档 (PDF)于2021-06-26） （中文（臺灣））.
3. ↑  陳俊 编. . 臺北: 交通部運輸研究所. 1987年 （中文（臺灣））.
4. 1 2  主修 黃新興／監修 王慶豐，《續修花蓮縣志》卷十九交通，花蓮縣政府編，1996年（繁體中文）。
5. 1 2 3 4  中華民國交通部：中華民國57年《交通年鑑》，臺北市，1969年11月，頁187。（繁體中文）
6. 1 2  . 《民聲日報》 (國立公共資訊圖書館 數位典藏服務網). 1968年6月28日2版  [2023年1月2日]. （原始内容存档于2023年1月2日） （中文（臺灣））.
7. ↑  . 《民聲日報》 (國立公共資訊圖書館 數位典藏服務網). 1968年6月29日2版  [2023年1月8日]. （原始内容存档于2023年1月8日） （中文（臺灣））.
8. ↑  面冊「花蓮舊時光」社團2022年8月22日貼文：. 《聯合報》. 1968年6月28日2版  [2023年1月2日]. （原始内容存档于2023年1月2日） （中文（臺灣））. 。
9. 1 2 3  . 中華民國（臺灣）交通部公路總局第四區養護工程處.   [2023-01-02]. （原始内容存档于2023-01-02） （中文（臺灣））.